# Manuka Oval
Das Manuka Oval ist ein Stadion in der australischen Hauptstadt Canberra. Es befindet sich im Stadtteil Griffith und bietet Platz für 15.000 Zuschauer (davon 10.000 Sitzplätze). Während des ganzen Jahres finden zahlreiche Spiele statt, schwerpunktmäßig Cricket in den Sommermonaten bzw. Australian Football in den Wintermonaten. Eine Besonderheit ist, dass der Kangaroos Football Club aus Melbourne hier jedes Jahr drei Heimspiele austrägt.
Die Bauarbeiten begannen 1929 und umfassten unter anderem die Errichtung eines Zaunes und die Einebnung des Bodens. Schon zuvor war das Gelände für Rugby-League- und Australian-Football-Spiele verwendet worden. Im April fand das erste Cricket-Spiel statt. Über die Jahre wurde das Gelände zu einem vollwertigen Stadion ausgebaut. 2004 konnte das 75-Jahre-Jubiläum gefeiert werden.
Jedes Jahr findet hier das traditionsreiche Cricket Match der Prime Minister’s XI statt; dabei spielt eine vom Premierminister persönlich zusammengestellte australische Auswahl gegen eine ausländische Mannschaft. 1992 wurde hier anlässlich des Cricket World Cup das One-Day International zwischen Südafrika und Simbabwe ausgetragen. Beim Cricket World Cup 2015 wurden drei Partien ausgetragen.